# 芳原世幸
芳原 世幸（よしはら としゆき、1957年12月4日 - ）は、日本の実業家。元株式会社KADOKAWA上級顧問。

## 来歴
東京都港区出身。慶應義塾高等学校を経て、1980年3月、慶應義塾大学法学部卒業。1980年4月、リクルートに入社。1984年に車雑誌『カーセンサー』の創刊に携わり、その後、同誌編集長や海外旅行情報誌『エイビーロード』、結婚情報誌『ゼクシィ』、本の情報誌『ダ・ヴィンチ』、音楽情報誌『ザッピイ』、50代からの暮らし応援マガジン『コレカラ』などの編集長、発行人、メディアファクトリー社長を歴任。
2022年9月、元電通の高橋治之が再逮捕された一連の東京五輪汚職事件に関連してKADOKAWA側の芳原ら3人も逮捕された。同月27日に贈賄罪で起訴された。10月7日、保釈保証金1200万円を納付し、保釈された。2023年10月10日、東京地方裁判所から懲役2年、執行猶予4年の判決を言い渡された。中尾佳久裁判長は「大きなビジネスチャンスを得たいという利己的な動機で高額な賄賂を渡した」と述べた。

## 略歴
- 1976年3月 - 慶應義塾高等学校卒業
- 1980年3月 - 慶應義塾大学卒業
- 1980年4月 - 株式会社日本リクルートセンター（現・株式会社リクルートホールディングス）入社[9]
- 1999年6月 - 株式会社メディアファクトリー取締役
- 2001年1月 - 株式会社メディアファクトリー代表取締役社長
- 2013年4月 - 株式会社角川グループホールディングス（現・株式会社KADOKAWA KEY-PROCESS）エンターテインメント・コンテンツクリエイション事業統括本部副統括本部長
- 2015年4月 - 株式会社KADOKAWA常務執行役員 海外事業局、ビジネス・生活文化局、ライセンス事業局、事業開発局管掌
- 2015年6月 - 株式会社KADOKAWA取締役専務執行役員
- 2017年6月 - 株式会社角川アスキー総合研究所代表取締役社長
- 2018年6月 - カドカワ株式会社（現・株式会社KADOKAWA）取締役
- 2019年4月 - 株式会社KADOKAWA取締役専務執行役員IPEx事業本部長

## 作品

### アニメーション映画
- 劇場版ポケットモンスター セレビィ 時を超えた遭遇（2001年） - 製作
- ピカチュウのドキドキかくれんぼ（2001年） - 製作[10]
- 劇場版ポケットモンスター 水の都の護神 ラティアスとラティオス（2002年） - 製作
- ピカピカ星空キャンプ（2002年） - 製作
- 劇場版ポケットモンスター アドバンスジェネレーション 七夜の願い星 ジラーチ（2003年） - 製作
- おどるポケモンひみつ基地（2003年） - 製作
- 劇場版ポケットモンスター アドバンスジェネレーション 裂空の訪問者 デオキシス（2004年） - 製作
- 劇場版ポケットモンスター アドバンスジェネレーション ミュウと波導の勇者 ルカリオ（2005年） - 製作
- 劇場版ポケットモンスター アドバンスジェネレーション ポケモンレンジャーと蒼海の王子 マナフィ（2006年） - 製作
- 劇場版ポケットモンスター ダイヤモンド&パール ディアルガVSパルキアVSダークライ（2007年） - 製作
- 劇場版ポケットモンスター ダイヤモンド&パール ギラティナと氷空の花束 シェイミ（2008年） - 製作
- 劇場版ポケットモンスター ダイヤモンド&パール アルセウス 超克の時空へ（2009年） - 製作
- 劇場版ポケットモンスター ダイヤモンド&パール 幻影の覇者 ゾロアーク（2010年） - 製作
- 劇場版ポケットモンスター ベストウイッシュ ビクティニと黒き英雄 ゼクロム（2011年） - 製作
- 劇場版ポケットモンスター ベストウイッシュ ビクティニと白き英雄 レシラム（2011年） - 製作
- マジック・ツリーハウス（2012年） - 製作
- 劇場版イナズマイレブンGO vs ダンボール戦機W（2012年） - 製作
- きいろいゾウ（2012年） - 製作
- 映画はなかっぱ 花さけ!パッカ〜ん♪ 蝶の国の大冒険（2013年） - 製作

### テレビアニメ
- Gift 〜ギフト〜 eternal rainbow（2006年） - エクゼクティブプロデューサー
- つよきす Cool×Sweet（2006年） - 製作

### コンピュータゲーム
- 五分後の世界（2001年） - エクゼクティブプロデューサー
- アクションゲームツクールMV（2018年[11][12]） - エクゼクティブプロデューサー